# Studzianki Pancerne
Studzianki Pancerne (do 1969 Studzianki) – wieś sołecka w Polsce położona w województwie mazowieckim, w powiecie kozienickim, w gminie Głowaczów.
| SIMC    | Nazwa     | Rodzaj    |
| ------- | --------- | --------- |
| 0619834 | Cegielnia | część wsi |

## Historia
Wieś szlachecka Studzianki położona była w drugiej połowie XVI wieku w powiecie wareckim  ziemi czerskiej województwa mazowieckiego.

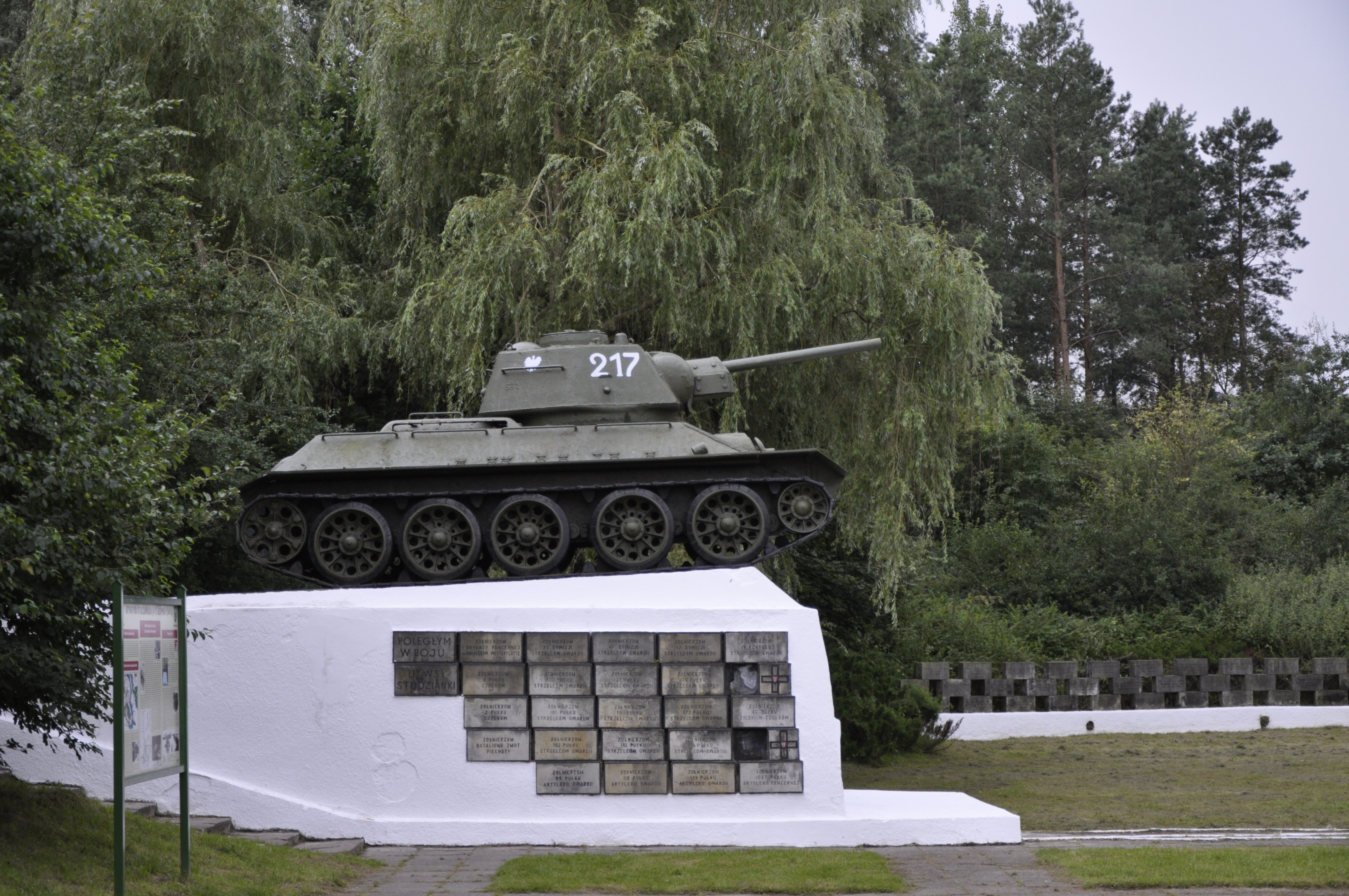
Pomnik poległym w bitwie pod Studziankami

Nieoficjalny herb wsi Studzianki Pancerne

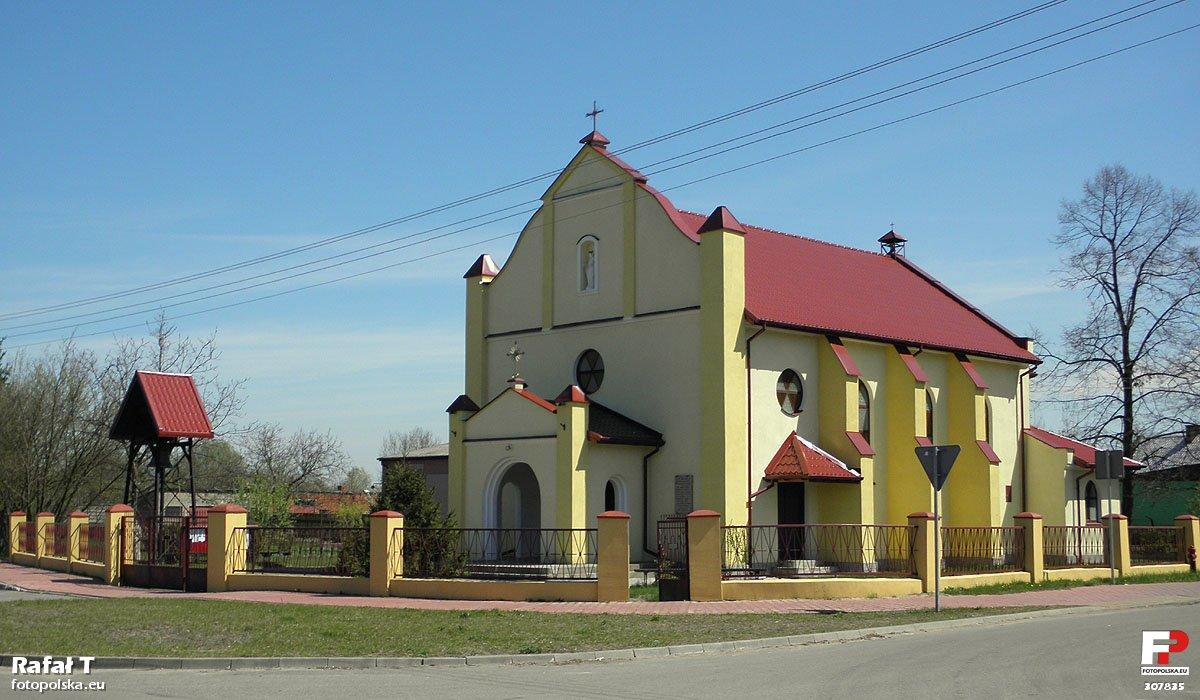
Kościół polskokatolicki Matki Boskiej Wniebowziętej i Królowej Pokoju

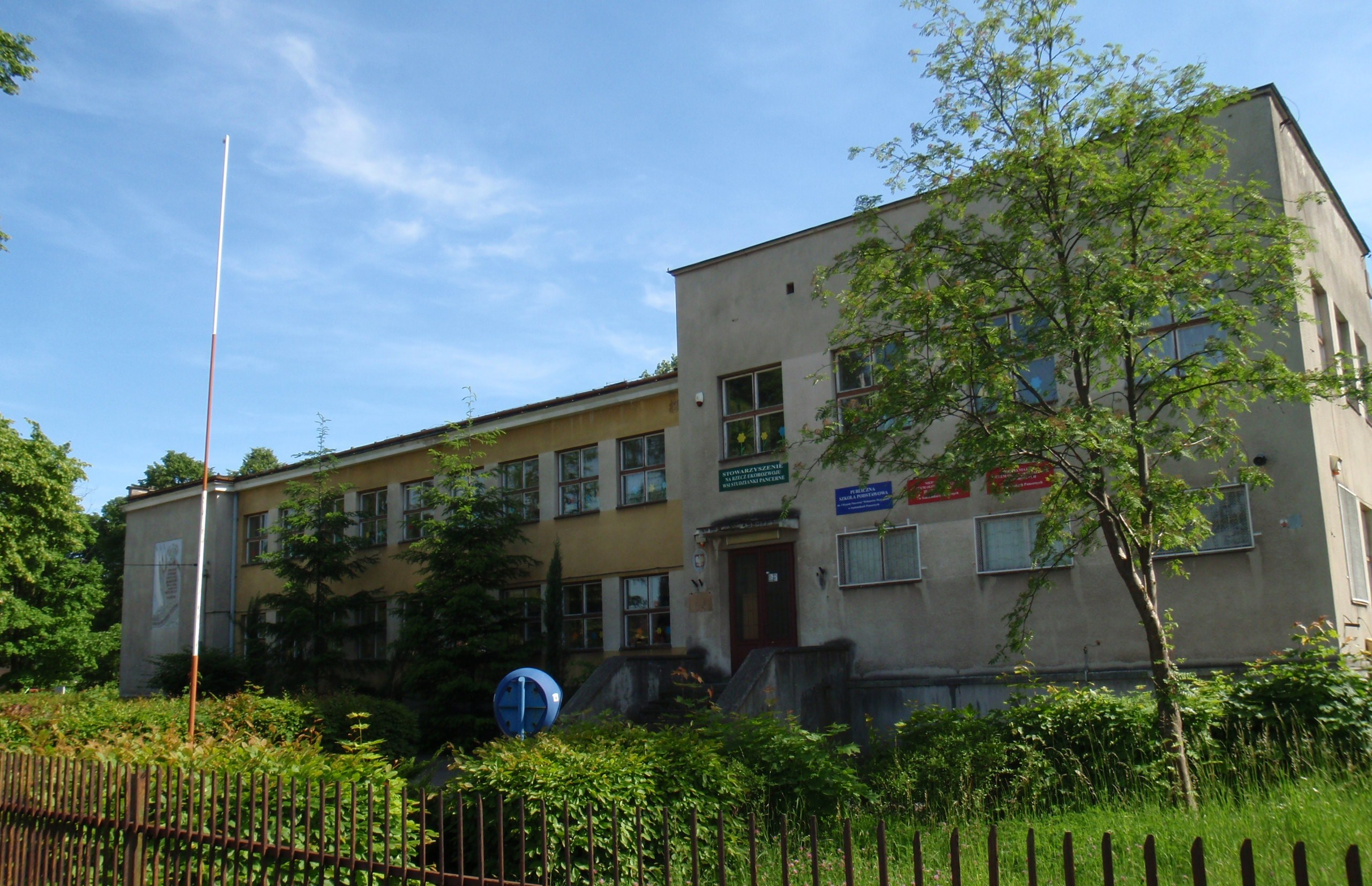
Szkoła

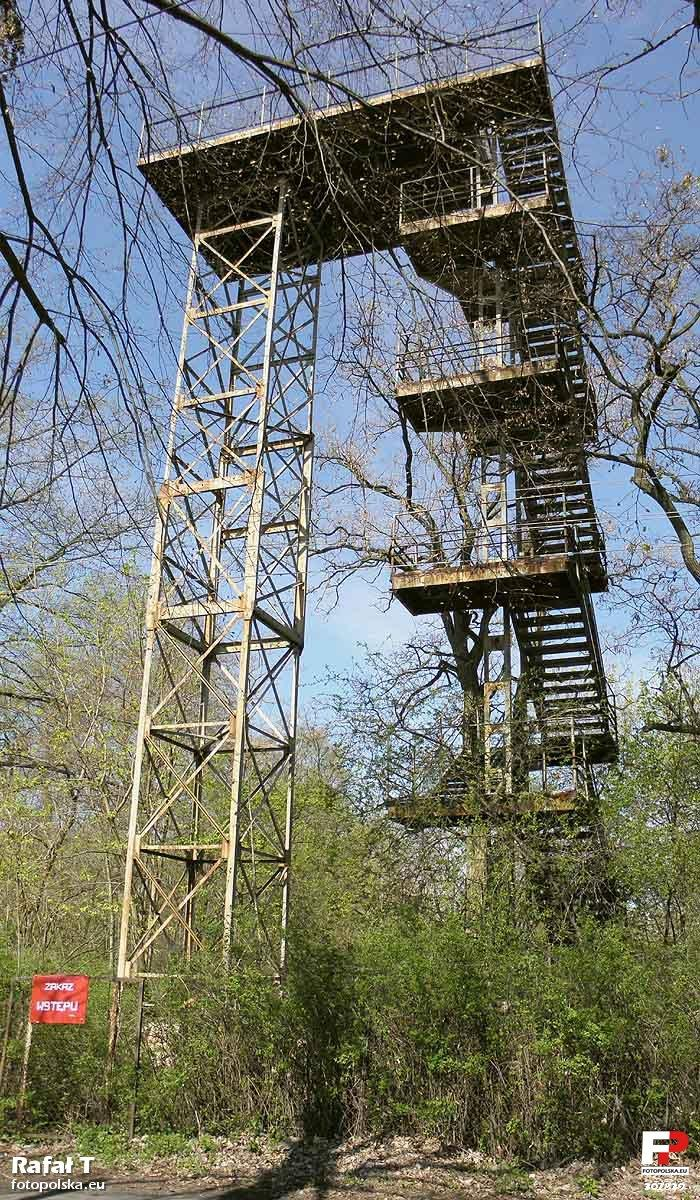
Wieża widokowa (nieczynna), umożliwiająca obejrzenie pola bitwy pod Studziankami

- W dniach 9–16 sierpnia 1944 w okolicach wsi doszło do zwycięskiej bitwy pancernej jednostek polskiej 1 Brygady Pancernej im. Bohaterów Westerplatte i radzieckiej 8 Gwardyjskiej Armii 1 Frontu Białoruskiego z dwiema niemieckimi dywizjami pancernymi (w tym 1 Dywizją Pancerno-Spadochronową „Hermann Göring”) i niemiecką dywizją grenadierów.
- Na cześć stoczonej w 1944 bitwy do pierwotnej nazwy wsi Studzianki dodano w 1969 człon Pancerne (M.P. z 1969, Nr 36, poz. 279). Jednocześnie Studzianki otrzymały, jako jedyna w owym czasie wieś polska własny herb, zaprojektowany przez Szymona Kobylińskiego, nawiązujący symboliką do bitwy.
- W latach 1975–1998 miejscowość administracyjnie należała do województwa radomskiego.

Wierni kościoła rzymskokatolickiego należą do parafii Świętych Apostołów Piotra i Pawła w Łękawicy.
W miejscowości znajduje się parafialny kościół polskokatolicki pw. Matki Boskiej Wniebowziętej i Królowej Pokoju.
W Studziankach w 1960 urodził się Janusz Piechociński, polityk PSL, były wicepremier i minister gospodarki.

## Turystyka
Przez Studzianki przechodzą następujące szlaki turystyczne:
- czerwony: Lesiów PKP – rez. „Ciszek” – rez. „Zagożdżon” – Brzóza – Głowaczów – Studzianki Pancerne – Grabów nad Pilicą – Warka
- niebieski: Mniszew – Magnuszew – Studzianki Pancerne – Wola Chodkowska – Kozienice – rez. „Źródło Królewskie” – Molendy – Garbatka-Letnisko – Czarnolas – Janowiec nad Wisłą
- zielony: Dobieszyn PKP – rez. „Starodrzew Dobieszyński” – Studzianki Pancerne